# Tadeusz Margul
Tadeusz Margul (ur. 19 maja 1923, zm. 29 maja 2009) – polski religioznawca, filozof i poliglota, profesor nauk humanistycznych, nauczyciel akademicki Uniwersytetu Marii Curie-Skłodowskiej w Lublinie i Uniwersytetu Jagiellońskiego, specjalista w zakresie geografii religii, historii porównawczej religii i teorii religii.

## Życiorys
Był uczniem ks. Franciszka Tokarza. Został nauczycielem akademickim Uniwersytetu Marii Curie-Skłodowskiej w Lublinie. Uzyskał stopnie naukowe doktora i stopień doktora habilitowanego. W 1990 nadano mu tytuł naukowy profesora nauk humanistycznych. W 1987 założył w UMCS Pracownię Religioznawstwa i Filozofii Wschodu, później przekształconą w Zakład Religioznawstwa i Filozofii Wschodu, której był kierownikiem (jego następcą został prof. Stanisław Jedynak, po którym stanowisko to objął Krzysztof Kosior). Był profesorem Uniwersytetu Marii Curie-Skłodowskiej w Lublinie i Uniwersytetu Jagiellońskiego (w Instytucie Religioznawstwa). W 1993 przeszedł na emeryturę.
Wykładał filozofię chińską, był nauczycielem języka japońskiego i chińskiego. Prowadził badania nad religiami Azji, w szczególności Indii i Chin. Był znawcą buddyzmu.
W latach 1977–1987 był opiekunem Studenckiego Koła Orientalistycznego UMCS. Należał do współzałożycieli oddziału Polskiego Towarzystwa Orientalistycznego w Lublinie.

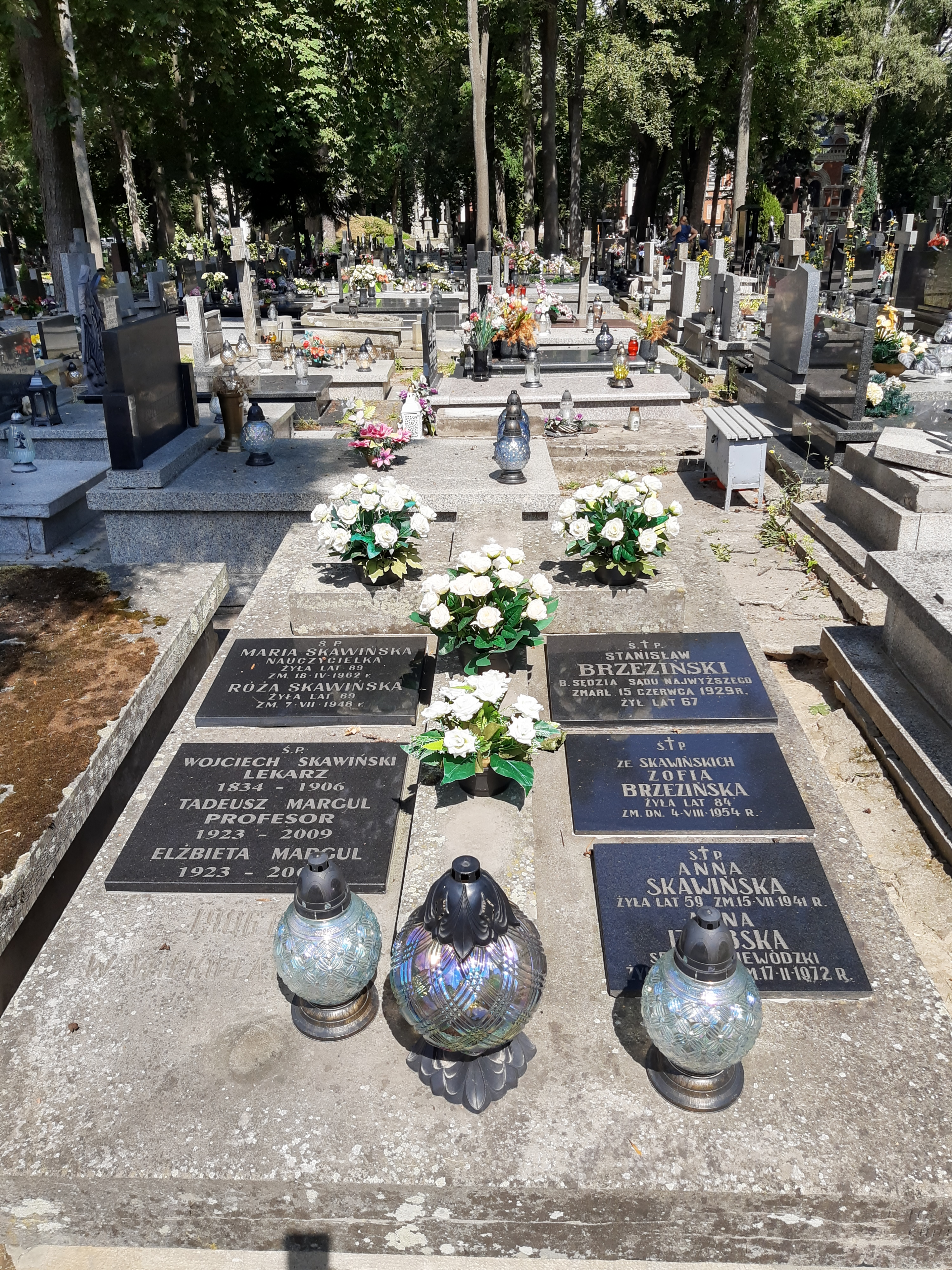
Grób prof. Tadeusza Margula na cmentarzu przy ulicy Lipowej

## Wybrane publikacje
- Mity z pięciu części świata (1989)
- Religie jako święte przekazy : repetytorium z teorii fenomenologii religii dla studentów wyższych lat kierunku religioznawstwa (1987)
- Religia a przestrzeń i krajobraz : kurs geografii religii dla studentów religioznawstwa i geografii (1986)
- Międzynarodowa bibliografia religioznawstwa porównawczego w układzie działowym = International bibliography of comparative religion in dictionary order (1984)
- Jak umierały religie : szkice z tanatologii religii (1984)
- Metody i kierunki w badaniach nad religiami : skrypt dla studentów religioznawstwa do przedmiotów Wstęp do religioznawstwa oraz Teoria i filozofia religii (1982)
- Indie na co dzień : z notatnika religioznawcy (1970)
- Zwierzę w micie i kulcie (1969, 1996)
- Mity z pięciu części świata (1966, 1996)
- Sto lat nauki o religiach świata (1964)
- Wykaz czasopism i wydawnictw ciągłych znajdujących się w Bibliotece Uniwersytetu Marii Curie-Skłodowskiej oraz w bibliotekach instytutów i zakładów Uniwersytetu Marii Curie-Skłodowskiej i Akademii Medycznej w Lublinie (współautor: Jerzy Panas, 1951)[5]